# Raw Power
Raw Power er titlen på The Stooges' tredje album. Albummet udkom den 7. februar 1973 på Columbia Records. Selvom albummet ikke ved udgivelsen blev nogen kommerciel succes, har Raw Power i årene efter udgivelsen opnået kultstatus og anses sammen med bandets foregående album fra 1970 Fun House) at være et af de væsentligste inspirationskilder for den senere opståede punk rock.

## Trackliste
Alle sange skrevet og komponeret af Iggy Pop og James Williamson. 
| 1. | "Search and Destroy"                                                   | 3:29 |
| 2. | "Gimme Danger"                                                         | 3:33 |
| 3. | "Your Pretty Face Is Going to Hell" (originally titled "Hard to Beat") | 4:54 |
| 4. | "Penetration"                                                          | 3:41 |

| 5. | "Raw Power"       | 4:16 |
| 6. | "I Need Somebody" | 4:53 |
| 7. | "Shake Appeal"    | 3:04 |
| 8. | "Death Trip"      | 6:07 |

Raw Power er blevet genudgivet adskillige gange i forskellige udgaver bonus-tracks, DVD, interviews m.v.

## Medvirkende
The Stooges
- Iggy Pop – vokal og producer
- James Williamson – guitar
- Ron Asheton – Elbas, kor
- Scott Asheton – trommer

## Eksterne links
- Gratis stream af albummet på The Stooges' officielle website
- Podcast om albummets tilblivelse og dets indflydelse af senere generationer af punkrockere Arkiveret 26. oktober 2014 hos  Wayback Machine